# Chrysosoma terminatum
Chrysosoma terminatum är en tvåvingeart som beskrevs av Becker 1922. Chrysosoma terminatum ingår i släktet Chrysosoma och familjen styltflugor. Inga underarter finns listade i Catalogue of Life.